# Raisa Abłowa
Raisa Abłowa (ur. 1923) – radziecka działaczka partyjna i rządowa, historyk, doktor nauk historycznych (1975). 
Członek Wszechzwiązkowej Komunistycznej Partii (bolszewików). Ukończyła Wydział Historyczny Uniwersytetu Mińskiego (1949) i Akademię Nauk Społecznych przy Komitecie Centralnym KPZR (1957). Od 1942 r. po ukończeniu szkoły specjalnej przy Centralnym Sztabie Ruchu Partyzantckiego była instruktorem pracy konspiracyjnej Komitetu Centralnego Komunistycznego Leninowskiego Związku Młodzieży Białorusi. Od 1951 była sekretarzem Komitetu Centralnego tego Związku, w latach 1952-56 sekretarzem Komitetu Centralnego Wszechzwiązkowego Leninowskiego Komunistycznego Związku Młodzieży. Od 1957 pracownik Komitetu Centralnego KPZR. W latach 1958-88 (z przerwami) uzyskała dyplom. Pracowała za granicą, w tym samym okresie zajmowała odpowiedzialne stanowiska w Ministerstwie Szkolnictwa Wyższego ZSRR, wykładała na Uniwersytecie Przyjaźni Narodów, w Wyższej Szkole Związków Zawodowych, Instytucie Języka Rosyjskiego im. Puszkina, a od 1974 jest profesorem. Autorka prac z zakresu historii najnowszej, m.in.: książki „Współpraca narodów radzieckiego i bułgarskiego w walce z faszyzmem” (1973). Na emeryturze od 1988 .